# Diego Paris López
Diego Paris López (Madrid, 21 de març de 1972) és un actor espanyol de cinema, teatre i televisió.

## Biografia
Amb setze anys pren classes de teatre a la Sala Triángulo, al barri de Lavapiés. Uns anys més tard es matricularà a l'escola de Cristina Rota. Aviat coneixerà a Alberto San Juan, Pilar Castro i Secun de la Rosa. Amb el primer començarà a col·laborar en el grup de teatre Animalario, amb els segons formarà a la fi dels anys 90, un grup de teatre surrealista, Caracalva, amb el qual actuaran per bars, sales de festes i teatres alternatius (Off Teatre) per tot Madrid.
La seva primera col·laboració al cinema va ser en la pel·lícula Belmonte del director sevillà Juan Sebastián Bollaín. Aconseguí la popularitat gràcies a la pel·lícula Días de fútbol del director David Serrano de la Peña, al costat d'Ernesto Alterio, Nathalie Poza, Fernando Tejero i Luis Bermejo entre d'altres. Aquest mateix any el músic Nacho Cano li oferirà un paper en el musical Hoy no me puedo levantar, que s'estrenarà al teatre Rialto de Madrid a l'abril del 2005, acompanyant-lo en el repartiment Miquel Fernández, Inma Cuesta, Javier Godino i Andreu Castro.
L'any 2011 realitza un curs de cinema a l'EICTV (Escola Internacional de cinema i televisió de Cuba).

## Filmografia

### Cinema
- Ventajas de viajar en tren (2019) Aritz Moreno. El Gota.
- Brigi. El poder de la red (2018) Daniel Sánchez Arévalo. Riki.
- Señor, dame paciencia (2017) Álvaro Díaz Lorenzo. Ricardo.
- Oro (2017) Agustín Díaz Yanes. Marchena.
- Que Dios nos perdone (2016) Rodrigo Sorogoyen. Travesti 2.
- Tenemos que hablar (2015) David Serrano. Xarcuter del Corte Inglés.
- La despedida (The good bye"Roadmovie") (2014) Álvaro Díaz Lorenzo. Manu.
- Dispongo de barcos (2014) Juan Cavestany. El del bigoti.
- Gente de mala calidad (2008) Juan Cavestany. Encarregat impremta.
- Café solo o con ellas(2007) Álvaro Díaz Lorenzo. Hugo.
- Los 2 lados de la cama (2007) Emilio Martínez Lázaro. Chico borracho.
- El último golpe (Curtmetratge) (2007) Juan Cavestany i David Serrano. Gregorio.
- En el hoyo. (Curtmetratge) (2006) David Martín de los Santos. Hombre bici.
- El asombroso mundo de Borjamari y Pocholo (2004) Juan Cavestany i Enrique López Lavigne. Bakala.
- Días de fútbol (2003) David Serrano. El Juli.
- Torremolinos 73 (2002) Pablo Berger. Nuvi
- Todo menos la chica (2000) Jesús Delgado.
- San Bernardo (2000) Joan Potau.
- Soberano, el rey canalla (Curtmetratge) (1999) Miguel Bardem.
- Belmonte (1995) Juan Sebastián Bollaín.

### Televisió
- Unas gafas de sol (2019) David Alcalde.
- Vota Juan (2018) Víctor García León.
- Centro médico (2018) TVE
- La tira (2008-2010) La Sexta. Manolo.
- Generación DF Antena 3. David.
- Fago (2008) TVE. Cabo Mellada.
- Manolo y Benito Corporeision (2007) Antena 3. Tristán.
- Hermanos y detectives (2007) Telecinco. Monitor.
- Hospital Central (2002-2007) Telecinco. Puk.
- Maneras de sobrevivir Telecinco (2005). El loco.

### Teatre
- La madre que me parió (2017-....) d'Ana Rivas i Helen Morales. Director- Gabriel Olivares.
- Buena gente (Good people) (2015-2016) del premi Pulitzer David Linsay-Abraire. David Serrano.
- De garrulos y gays (2014-2015) Escriptor i director.
- Microteatre (Los camioneros i El secreto de mi vecina. (2015) Escriptor i director.
- Más de cien mentiras (Teatro musical. (2011-2012) David Serrano.
- Hoy no me puedo levantar, (Teatre musical. (2005-2013) Nacho Cano.
- Arrabales de Nueva York (Teatre-poètic, Versió lliure de Poeta en Nueva York de Federico García Lorca. (2004) Escriptor i director.
- Los openheart (2001) Andrés Lima.
- El fin de los sueños (1999-2000) Animalario.
- Que importa que te ame (1999) Andrés Lima.
- Anoche casi sueño contigo (1997-1998) Caracalva Teatro.
- Carne de vídeo club (1996) Secun de la Rosa.
- Surrealismos (1996) David Lorente.

## Nominacions
- Unión de Actores:
  - Millor actor de repartiment en Teatre en 1997 per Surrealismos
  - Millor actor secundari de televisió en 2006 per Maneras de sobrevivir